# Nigidius hysex
Nigidius hysex es una especie de coleóptero de la familia Lucanidae.

## Distribución geográfica
Habita en Zanzíbar (Tanzania).